# РТВ Ким
Радио-телевизија Ким је српска комерцијално-радиодифузна телевизијска и радио-станица са седиштем у Чаглавици. Један је од најпознатијих медија српске заједнице на Косову и Метохији.

## Историја
Радио Ким је настао у периоду готово потпуне изолованости српских средина и медија на Косову и Метохији. У периоду 1999—2000. године јавља се озбиљан недостатак објективног информисања на српском језику, као и извештавања о догађајима на Косову и Метохији. Емитовање радијског програма је почело децембра 2000. године, док је емитовање телевизијског кренуло маја 2013.
Подршку оснивању пружиле су владе Сједињених Америчких Држава, Уједињеног Краљевства, Канаде и Немачке. Осим наведених страних амбасада, које остале главни донатори овог медија, подршку радију су пружали и Национални фонд за демократију (НЕД), Балкански фонд за демократију (БТД), Агенција САД за међународни развој (УСАИД), Косовска фондација за отворено друштво (КФОС), амбасаде Норвешке, Финске и Швајцарске у Приштини, ИРЕX, УНДП, УНФПА и многи други.